# امیل دمانژل
امیل دمانژل (فرانسوی: Émile Demangel‎; ۲۰ ژوئن ۱۸۸۲ – ۱۱ اکتبر ۱۹۶۸) دوچرخه‌سوار اهل فرانسه بود.
وی در مسابقات کشوری و بین‌المللی در مجموع برندهٔ ۱ مدال نقره، ۱ مدال برنز شده‌است.